# Carl Durheim
Carl Durheim (dit aussi Karl ou Charles), né le 28 novembre 1810 à Berne et mort le 30 janvier 1890 dans la même ville est un lithographe et photographe suisse.

## Biographie
Carl Durheim arrive à Paris en 1827 et suit une formation de lithographe dans les ateliers Bernard et Delarue. À partir de 1829, il effectue un Tour de France chez les Compagnons du devoir. Il s'initie à la daguerréotypie avec Louis Lamouche à Paris en 1845.
Les années suivantes, en Allemagne, il aborde la photographie sur papier et la technique du collodion humide avec le peintre allemand Jacob Wothly (1823-1873). De retour à Berne, il ouvre en 1846 le premier atelier photographique dans cette ville, l'un des premiers en Suisse dans les années 1850. Il maîtrise les différentes techniques de l'époque : daguerréotypie, talbotypie, ambrotypie, panotypie et stéréophotographie. 
Avant tout portraitiste, il opère à la lumière naturelle dès 1853. Il photographie aussi des paysages alpins. En 1852-1853, il réalise, sur la demande de l'administration, les photographies d'identité des heimatlos.
Il imprime les premiers timbres-poste fédéraux, notamment le Rayon en 1850.  Il obtient plusieurs prix pour ses portraits et ses vues de ville, en particulier à l'Exposition universelle de 1855 à Paris.
Il confie son atelier à Gustav Bär de 1874 à 1883 et abandonne la photographie en 1884.

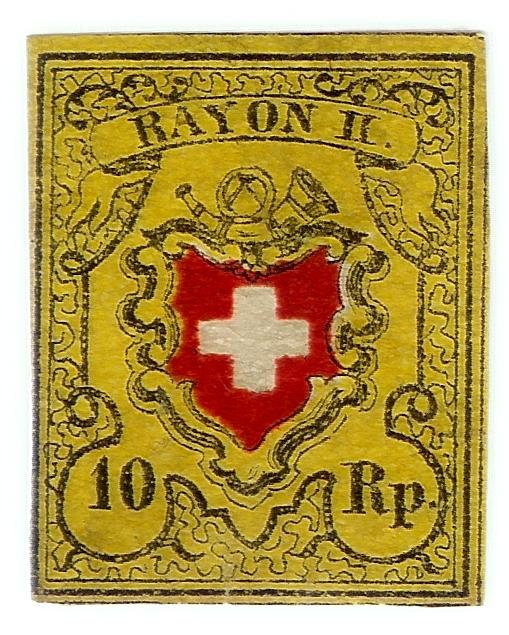
Timbre de la série Rayon (1850).
Anna Kübler (vers 1852), photographie d'identité de la série Heimatlos, Berne, Archives fédérales suisses.
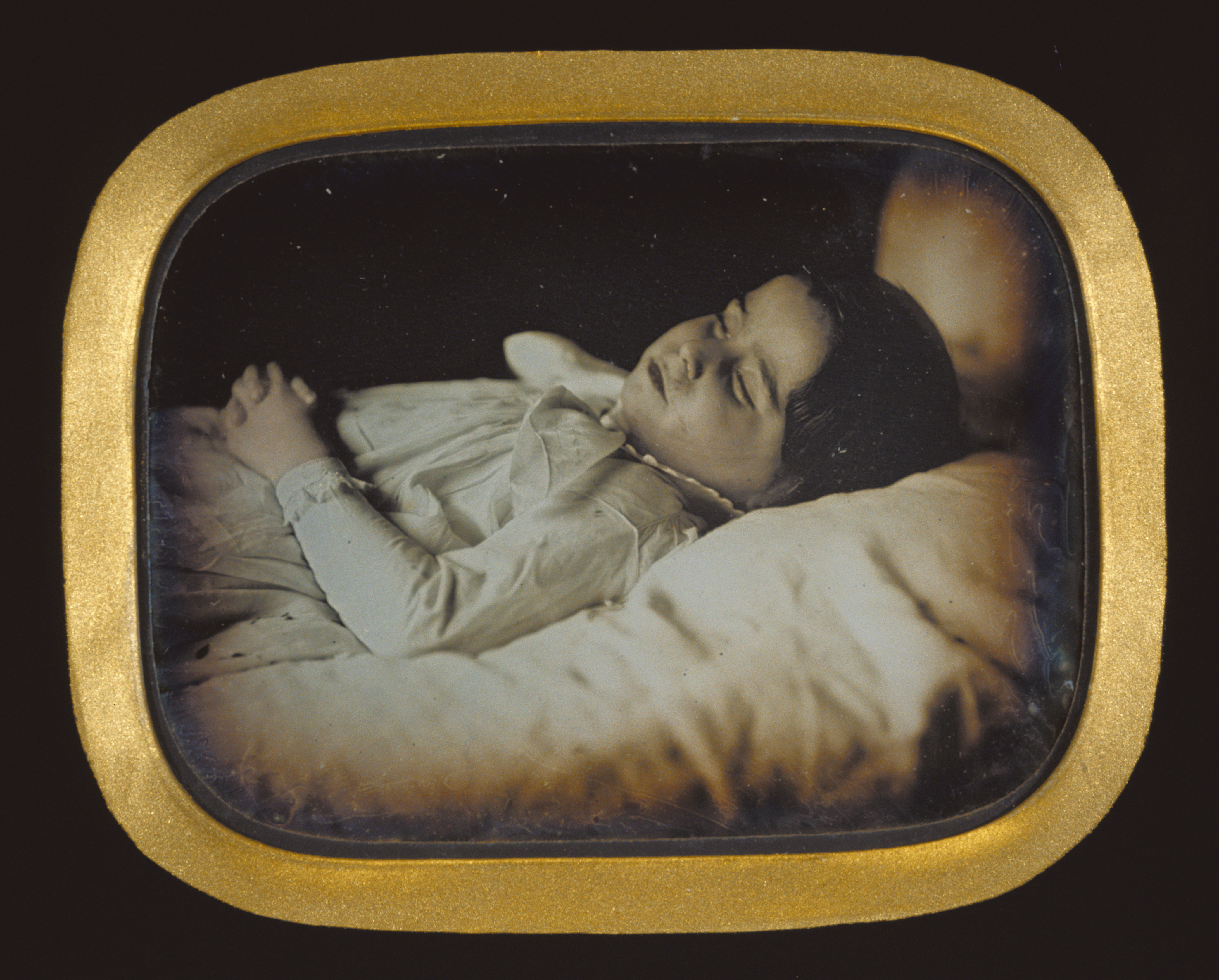
Portrait posthume d'un enfant (vers 1852), daguerréotype, Los Angeles, Getty Center.
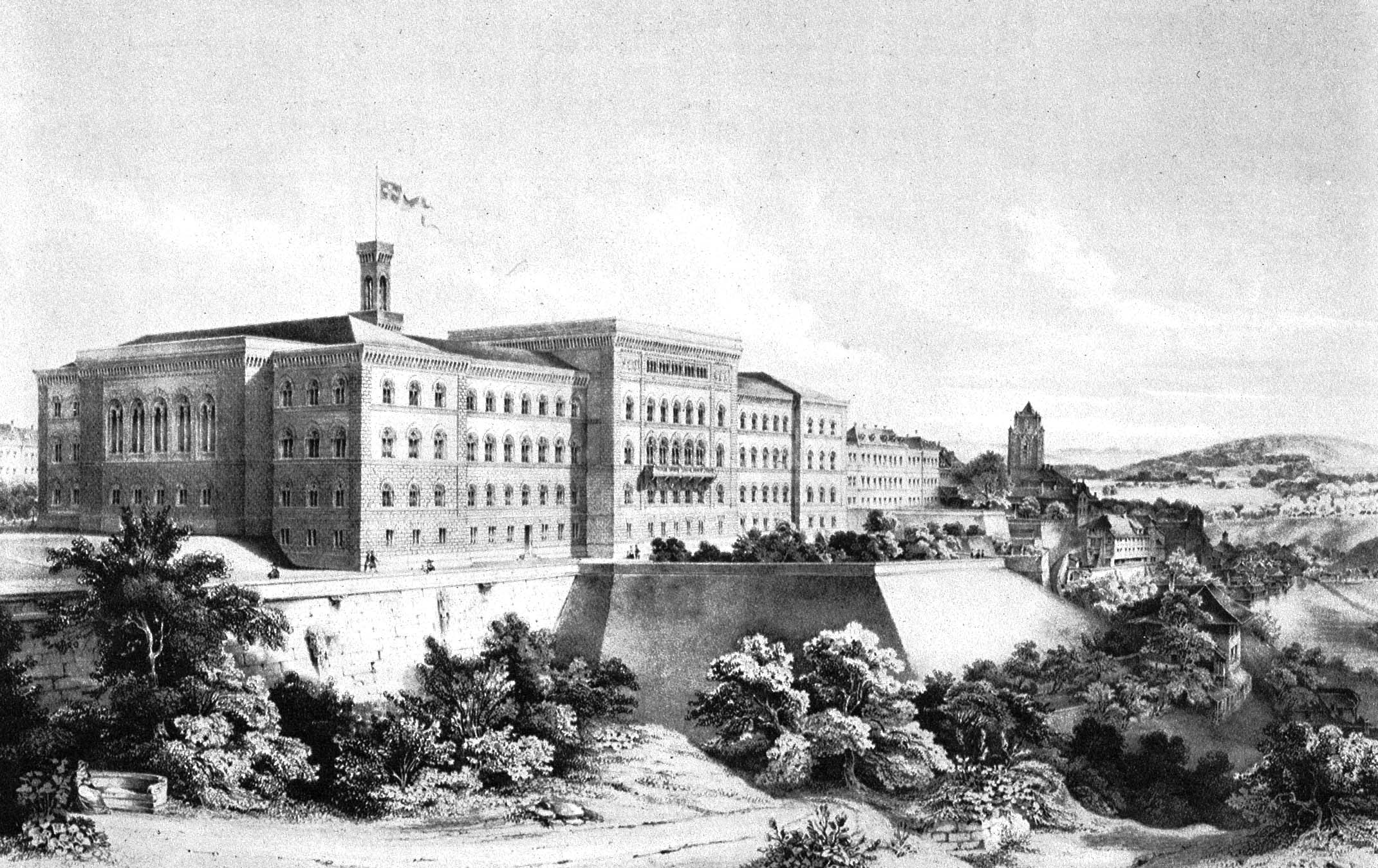
Le Palais fédéral à Berne (1860), lithographie.
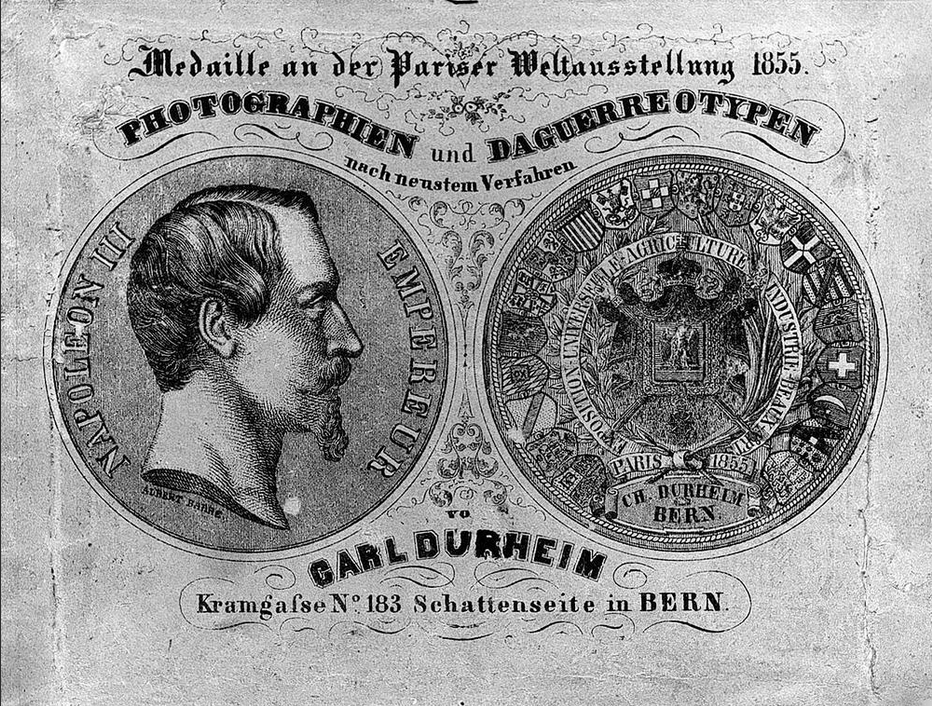
Étiquette de l'atelier de Durheim (vers 1860).